# Радович, Даринка
Даринка Радович (серб. Даринка Радовић; 6 января 1896, Клока — 23 мая 1943, Райковац) — югославская сербская крестьянка, участница Народно-освободительной войны Югославии, Народный герой Югославии (посмертно).

## Биография
Родилась 6 января 1896 года в деревне Клока (около Наталинаца). Была замужем за Воиславом Радовичем (замуж вышла после Первой мировой войны), проживала в деревне Райковац у Топола и занималась сельским хозяйством. Не интересовалась политикой, до 1942 года мирно проживала в деревне. В апреле 1941 года её муж Воислав, участвовавший в Апрельской войне в составе Югославской королевской армии, попал в немецкий плен и был угнан на принудительные работы в Германию. Даринка осталась незащищённой с дочерьми: Радмилой и Станкой.
В 1942 году в её доме стали прятаться партизаны, чтобы переждать нападение немцев и их союзников и набраться сил. Позднее Даринка принялась лечить раненых и помогать им: сначала из простого человеческого сострадания, а потом и с желанием помочь партизанам освободить страну от оккупантов. Несколько женщин в селе по совету Даринки стали вязать свитера и носки для партизан, собирать для них продовольствие, деньги и лекарство. Дом Даринки стал безопасным убежищем для раненых и больных солдат. Даринка не раз в качестве курьера сама отправлялась в соседние сёла, передавая сообщения и различные предметы. В доме же собирались также партизанские курьеры и военачальники.
В мае 1943 года село было под контролем Югославских войск на родине (четников). В ночь на 23 мая 1943 года четники ворвались в дом Даринки и провели там обыск, но не нашли ничего подозрительного. Однако в ту ночь в лазарете был один раненый партизан. Четники потребовали от Даринки и её дочерей сказать, где находится лазарет и вытащить оттуда пленных. Все трое отрицали тот факт, что где-то есть лазарет с ранеными партизанами. Всех троих четники отвели на церковный двор, где начали избивать и требовать выдать всех, кто помогает партизанам. Даринка и дочери отказались снова говорить.
Четники начали пытать младшую дочь, 14-летнюю Станку, пытаясь выбить из неё признание, и пригрозили ей перерезать горло. Даринка промолчала, и Станке в мгновение ока перерезали горло ножом, перерезав запястья. Точно такая же судьба ждала 20-летнюю Радмилу, которой перерезали горло. В конце концов, Даринка была убита тем же способом.
Указом Иосипа Броза Тито от 9 октября 1953 года Даринка Радович награждена посмертно орденом и званием Народного героя Югославии.